# Бушра Карбубі
Бушра Карбубі (араб. بشرى كربوبي, нар. 1987, Таза) — марокканська футбольна арбітриня, яка обслуговує матчі як чоловічих, так і жіночих змагань.

## Біографія
Карбубі народилася в 1987 році в Тазі на північному сході Марокко в сім'ї ріфів і була наймолодшою з п'яти дітей у сім'ї. Почала займатися футболом в юнацькому віці в невеликій команді. У 2001 році в її місті відкрилася арбітражна школа для чоловіків і жінок.
У 2007 році Марокко створило національний жіночий футбольний чемпіонат. і Карбубі стала однією з арбітринь турніру, переїхавши з Тази до Мекнеса, набагато більшого міста, що сусідить з Фесом. Вона почала судити в першому та другому марокканських жіночих дивізіонах у віці 19 років. Майже через 10 років, у 2016 році, вона вийшла на новий рівень, ставши арбітром ФІФА.
У 2018 році вона вперше взяла участь у суддівстві континентального змагання і судила матчі турніру жіночого Кубка африканських націй 2018 року, який проходив у Гані, дебютувавши у грі між Замбією та Екваторіальною Гвінеєю. У 2020 році вона стала першою жінкою, яка обслуговувала матч у вищому дивізіоні чоловічого чемпіонату Марокко. Пізніше вона була призначена помічником відеоасистента у суддівській бригаді у фінальному матчі Кубка африканських націй 2021 року між Сенегалом і Єгиптом у Камеруні, а також обслуговувала фінал Кубка Трону.
14 травня 2022 року судила матч фіналу Кубка Марокко і стала першою жінкою-арбітром, яка обслуговувала фінал чоловічого змагання в Марокко та загалом у арабському світі.
Вона також працювала відеоасистентом арбітра на жіночому чемпіонаті світу U-20 2022 року у Коста-Риці та головною арбітринею на жіночому чемпіонаті світу U-17 2022 в Індії, де вона обслуговувала дві гри групового етапу.
У січні 2023 року Карбубі була включена до списку арбітрів на жіночий чемпіонат світу 2023 року в Австралії та Новій Зеландії .
У січні 2024 року вона була обрана одним із арбітрів Кубка африканських націй 2023 року і стала першою жінкою з Північної Африки та арабського світу, яка обслуговувала чоловічий матч турніру, відсудивши матч між Гвінеєю-Бісау та Нігерією в третьому турі групового етапу.